# Gladiolus pretoriensis
Gladiolus pretoriensis là một loài thực vật có hoa trong họ Diên vĩ. Loài này được Kuntze miêu tả khoa học đầu tiên năm 1898.